# Jaroslav Čulík
JUDr. Jaroslav Čulík (7. června 1861, Kostelec nad Černými lesy – 13. listopadu 1942, Praha) byl notář v Praze, v období první československé republiky prezident pražské notářské komory, předseda Spolku notářů československých a překladatel.
V letech 1920 až 1923 se zúčastnil přípravy nového československého občanského zákoníku (jako člen subkomise pro věcná práva), který však nikdy nebyl schválen.

## Dílo
- Seznam děl v Souborném katalogu ČR, jejichž autorem nebo tématem je Jaroslav Čulík
- Jaroslav Čulík: Sbírka vzorců notářských listin k notářskému řádu, Československý Kompas, Praha 1934
- Jaroslav Čulík: Notářstvo v uplynulém desetiletí, Právník 8-9/1928
- Jaroslav Čulík: O notářství, Ad notam 5/1997 (převzato ze sborníku Naše české právo)